# Phyllophaga trichoderma
Phyllophaga trichoderma är en skalbaggsart som beskrevs av Moser 1921. Phyllophaga trichoderma ingår i släktet Phyllophaga och familjen Melolonthidae. Inga underarter finns listade i Catalogue of Life.